# Inchy-en-Artois
Inchy-en-Artois é uma comuna francesa na região administrativa de Altos da França, no departamento de Pas-de-Calais. Estende-se por uma área de 11,06 km². Em 2010 a comuna tinha 616 habitantes (densidade: 55,7 hab./km²).